# Jamil Mukulu
Jamil Mukulu (nacido el 17 de abril de 1964), llamado originalmente como David Steven, es un líder militante ugandés y presunto criminal de guerra que fue el principal fundador y exlíder de las Fuerzas Democráticas Aliadas, un grupo rebelde islamista en Uganda y la República Democrática del Congo. Mukulu fue arrestado en Tanzania en 2015 y actualmente está a la espera de juicio en la Corte Penal Internacional por cargos como asesinato y crímenes de lesa humanidad.

## Biografía
Jamil nació como David Steven en la aldea de Ntoke en el distrito de Kayunga de Uganda el 17 de abril de 1964, hijo de Lutakome Sserwada y Aisha Nakiyemba. Poco se sabe sobre sus primeros años de vida, excepto por el hecho de que obtuvo un título en administración de empresas en Nairobi, Kenia.
Aunque nació en una familia cristiana, pronto se convirtió al Islam, cambió su nombre a "Jamil Mukulu" y estudió en el extranjero en Arabia Saudita, donde conoció las ideologías islámicas fundamentalistas, como el salafismo, radicalizando su manera de pensar.Cuando regresó a África, Mukulu se involucró en el conflicto entre el Consejo Supremo Musulmán de Uganda y al movimiento religioso Tabligh a la que este pertenecía.